# آهنگ دهکده
آهنگ دهکده فیلمی به کارگردانی و نویسندگی مجید محسنی محصول سال ۱۳۴۰ است.

## خلاصه داستان
جوانی روستایی وقتی درمی‌یابد که پدر دختر مورد علاقه‌اش با ازدواج آنها موافقت نخواهد کرد، مأیوس و ناامید دهکده را ترک می‌کند و اتفاقاً با مردی روبرو می‌شود که کارش جمع‌آوری آهنگ‌های محلی است. جوان روستایی چون صدای خوشی دارد، به وسیلهٔ مرد به شهر دعوت می‌شود و در آنجا تحت تعلیم آواز قرار گرفته و به زودی در آوازخوانی موفقیت به دست می‌آورد. او یکبار به هنگام اجرای ترانه‌ای در رادیو اعلام می‌کند که آهنگش را بخاطر محبوبش و خانوادهٔ خود در دهکده می‌خواند. دختر و خانوادهٔ جوان روستایی صدای او را می‌شنوند و روز بعد در فرستندهٔ رادیو اجتماع کرده و بار دیگر او را به میان خود می‌برند.

## بازیگران
- مجید محسنی
- آذر شیوا
- رفیع حالتی
- پرخیده
- رقیه چهره‌آزاد
- دماوندی
- نصرالله کیوانفر
- همایون
- عبدی (بازیگر)
- پزشکان (بازیگر)
- حسین محسنی
- جعفر توکل
- کمال‌الدین مستجاب‌الدعوه